# Livingston (miasto w Gwatemali)
Livingston (także Lívingston) – miasto w północno-zachodniej Gwatemali, w departamencie Izabal. Położone jest u ujścia rzeki Dulce do zatoki Amatique (Zatoka Honduraska, Morze Karaibskie). Współrzędne geograficzne: 15°50′N 88°45′W/15,833333 -88,750000.  Według danych szacunkowych w 2012 roku liczba ludności miasta wyniosła 26 324 mieszkańców. Miasto zamieszkują potomkowie Majów, ludu Garifuna i europejskich osadników.
Livingston było najważniejszym portem morskim Gwatemali na wybrzeżu karaibskim zanim powstał port w Puerto Barrios. Obecnie podstawą rozwoju miasta jest turystyka.
Miasto zostało nazwane na cześć amerykańskiego prawnika i polityka Edwarda Livingstona, który na początku XIX wieku przygotował zbiór praw dla rządu Zjednoczonych Prowincji Ameryki Środkowej.

## Gmina Livingston
Jest siedzibą władz gminy o tej samej nazwie, która w 2012 roku liczyła 64 460 mieszkańców. Gmina jak na warunki Gwatemali jest duża, a jej powierzchnia obejmuje 1940 km².
Większość obszaru gminy pokrywa las deszczowy, a na terenie gminy znajduje się Park Narodowy Río Dulce oraz 10 rezerwatów biosfery o łącznej powierzchni ponad 7100 ha.